# Ratiševina
Ratiševina este un sat din comuna Herceg Novi, Muntenegru. Conform datelor de la recensământul din 2003, localitatea are 138 de locuitori (la recensământul din 1991 erau 49 de locuitori).

## Demografie
În satul Ratiševina locuiesc 121 de persoane adulte, iar vârsta medie a populației este de 43,9 de ani (45,4 la bărbați și 42,8 la femei). În localitate sunt 51 de gospodării, iar numărul mediu de membri în gospodărie este de 2,71.
Populația localității este foarte eterogenă.
|  |

| Demografie | Demografie | Demografie |
| An         | Locuitori  | Locuitori  |
| ---------- | ---------- | ---------- |
|            |            |            |
|            |            |            |
|            |            |            |
|            |            |            |
| 1948       | 149        |            |
| 1953       | 149        |            |
| 1961       | 107        |            |
| 1971       | 100        |            |
| 1981       | 68         |            |
| 1991       | 49         | 49         |
| 2003       | 143        | 138        |

| \| Componența etnică conform recensământului din 2003[2] \| Componența etnică conform recensământului din 2003[2] \| Componența etnică conform recensământului din 2003[2] \| Componența etnică conform recensământului din 2003[2] \| Componența etnică conform recensământului din 2003[2] \| \| ----------------------------------------------------- \| ----------------------------------------------------- \| ----------------------------------------------------- \| ----------------------------------------------------- \| ----------------------------------------------------- \| \| \| \| \| \| \| \| Sârbi \| Sârbi \| \| 77 \| 55,79% \| \| Muntenegreni \| Muntenegreni \| \| 43 \| 31,15% \| \| Iugoslavi \| Iugoslavi \| \| 5 \| 3,62% \| \| Musulmani \| Musulmani \| \| 2 \| 1,44% \| \| Macedoneni \| Macedoneni \| \| 2 \| 1,44% \| \| Croați \| Croați \| \| 1 \| 0,72% \| \| Maghiari \| Maghiari \| \| 1 \| 0,72% \| \| necunoscută \| necunoscută \| \| 0 \| 0% \| |              |  |    |        |
| Componența etnică conform recensământului din 2003 |              |  |    |        |
| |              |  |    |        |
| Sârbi | Sârbi        |  | 77 | 55,79% |
| Muntenegreni | Muntenegreni |  | 43 | 31,15% |
| Iugoslavi | Iugoslavi    |  | 5  | 3,62%  |
| Musulmani | Musulmani    |  | 2  | 1,44%  |
| Macedoneni | Macedoneni   |  | 2  | 1,44%  |
| Croați | Croați       |  | 1  | 0,72%  |
| Maghiari | Maghiari     |  | 1  | 0,72%  |
| necunoscută | necunoscută  |  | 0  | 0%     |